# Macleaniella
Macleaniella is een geslacht van weekdieren uit de klasse van de Gastropoda (slakken).

## Soort
- Macleaniella moskalevi Leal & Harasewych, 1999